# Garrafe de Torío
Garrafe de Torío ist eine Gemeinde (Municipio) mit 1.640 Einwohnern (Stand: 2024) im nordwestlichen Zentral-Spanien in der Provinz León in der Autonomen Gemeinschaft Kastilien-León. Garrafe de Torío besteht neben dem gleichnamigen Hauptort aus den Ortschaften Abadengo de Torío, La Flecha de Torío, Fontanos de Torío, Manzaneda de Torío, Matueca de Torío, Palacio de Torío, Palazuelo de Torío, Pedrún de Torío, Riosequino de Torío, Ruiforco de Torío, San Feliz de Torío, Valderilla de Torío, Villaverde de Abajo und Villaverde de Arriba.

## Geografie
Garrafe de Torío liegt etwa 14 Kilometer nordnordöstlich von León am Fuß des Kantabrischen Gebirge und am Fluss Torío im Norden in einer Höhe von ca. 920 m. 

## Bevölkerungsentwicklung
| Jahr      | 1950 | 1970 | 1981 | 1991 | 2001 | 2011 | 2021 |
| --------- | ---- | ---- | ---- | ---- | ---- | ---- | ---- |
| Einwohner | 2482 | 1783 | 1195 | 1107 | 1177 | 1336 | 1589 |

## Sehenswürdigkeiten
- diverse Kirchen